# Hiệu ứng Coriolis

Hoạt hình giải thích hiệu ứng Coriolis. Một vật thể chuyển động thẳng đều, trong một hệ quy chiếu quán tính, từ tâm đĩa ra mép, sẽ được quan sát thấy như chuyển động cong trong hệ quy chiếu gắn với đĩa đang quay.

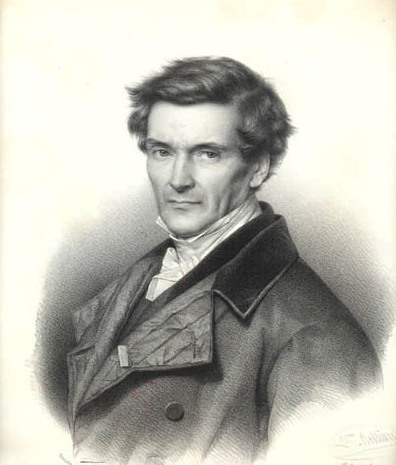
Gaspard-Gustave de Coriolis

Hiệu ứng Coriolis là hiệu ứng xảy ra trong các hệ quy chiếu quay so với các hệ quy chiếu quán tính, được đặt theo tên của Gaspard-Gustave de Coriolis - nhà toán học, vật lý học người Pháp đã mô tả nó năm 1835 thông qua lý thuyết thủy triều của Pierre-Simon Laplace. Nó được thể hiện qua hiện tượng lệch quỹ đạo của những vật chuyển động trong hệ quy chiếu này. Sự lệch quỹ đạo do một loại lực quán tính gây ra, gọi là lực Coriolis. Lực Coriolis được xác định bằng công thức sau:
{\displaystyle {\overrightarrow {F}}=2m({\overrightarrow {v}}\times {\overrightarrow {\omega }})}
Với: m là khối lượng của vật, v là véctơ vận tốc của vật, ω là véctơ vận tốc góc của hệ, còn dấu × là tích véctơ. Phương trình trên đây là phương trình véctơ.

## Ví dụ
Nếu một vật chuyển động dọc theo đường bán kính theo chiều rời xa trục quay của hệ qui chiếu thì sẽ chịu tác động của một lực theo phương vuông góc với bán kính và theo chiều ngược với chiều quay của hệ. Còn nếu vật chuyển động về phía trục quay thì lực sẽ tác động vào vật theo chiều quay của hệ qui chiếu.
Điều này nghĩa là nếu vật được thả lăn tự do theo phương của bán kính, theo chiều ra phía ngoài, thì nó sẽ quành về ngược chiều quay của hệ qui chiếu. Còn nếu như vật được thả lăn tự do về phía trục thì sẽ ngược lại.
Phương của lực quán tính li tâm thì cùng phương với {\displaystyle r} nên lực quán tính li tâm không làm cho vật bị lệch quỹ đạo, lực Coriolis có phương vuông góc với mặt phẳng tạo bởi {\displaystyle w} và {\displaystyle v'} nên làm cho vật bị lệch hướng quỹ đạo, quả bóng không đứng yên so với người quan sát đứng trên bàn quay mà chuyển động theo một quỹ đạo là một đường cong, viên bi không lăn ra theo đường bán kính mà bị lệch thành đường cong ngược theo chiều quay của đĩa, vật rơi có hiện tượng lệch về phía đông do Trái Đất quay từ Tây sang Đông.

## Trên Trái Đất
Trái Đất quay quanh trục của mình, vì thế mà các vật chuyển động trên Trái Đất đều chịu hiệu ứng Coriolis.
Ở phía bắc bán cầu, các vật chuyển động có xu hướng vòng sang phải, còn ở nam bán cầu thì vòng trái (nhìn theo chiều chuyển động của vật). Đối với các vật chuyển động dọc theo đường vĩ tuyến (ở Bắc cũng như Nam Bán Cầu) thì hiệu ứng Coriolis không làm lệch hướng chuyển động mà chỉ làm cho vật nặng hơn lên (khi chuyển động về phương Tây), hoặc nhẹ bớt đi (khi chuyển động về phương Đông). Còn đối với các vật rơi tự do thì chúng đều có điểm rơi lệch về phía Đông so với điểm rọi thẳng đứng của nó (bỏ qua ảnh hưởng của gió).

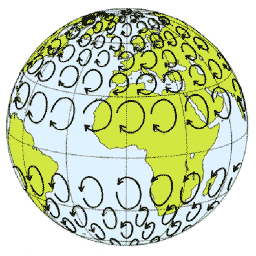
Hiệu ứng Coriolis đối với các dòng gió thổi trên bề mặt Trái Đất, mô phỏng cho trường hợp lý tưởng là các dòng gió không ma sát với nhau.

Hiệu ứng này khó cảm nhận được, do chuyển động quay của Trái Đất rất chậm. Nó chỉ xuất hiện trong các quá trình kéo dài, hoặc tác động vào những vật chuyển động nhanh, hay các vật "tự do" tức là tổng các lực tác động lên nó là nhỏ cỡ độ lớn của lực Coriolis. Sau đây là một vài ví dụ về ảnh hưởng của hiệu ứng Coriolis:
1. Trên Bắc Bán Cầu gió thổi có xu hướng vòng phải, còn ở Nam Bán Cầu thì vòng trái;
2. Ở trên cả hai bán cầu, bờ Tây các con sông chảy theo hướng Bắc – Nam là chủ yếu và ngược lại bị xói mòn nhiều hơn bờ Đông;
3. Các con sông chảy theo hướng từ Tây sang Đông thường là các con sông lớn hơn các con sông chảy theo hướng ngược lại. Trên thực tế, các con sông lớn có dòng chảy chủ yếu gần song song với xích đạo theo hướng Tây - Đông thường là sông lớn: Sông Dương Tử, Sông Amazon, Sông Danube...

Ví dụ, nếu từ một miền nào đó trên Bắc Bán Cầu có luồng gió bắt đầu thổi về phía Cực Bắc, nghĩa là luồng gió này tiến về những vùng vĩ tuyến có vận tốc dài nhỏ hơn so với nó, do vậy gió thổi tới các miền ở phương Bắc không theo chiều Bắc mà theo chiều Tây-Bắc. Càng xa điểm xuất phát bao nhiêu thì thành phần "phương Đông" càng lớn bấy nhiêu. Đối với người quan sát trên mặt đất thì hiện tượng này trông như thể có một lực nào đấy tác động từ phía Tây về phía Đông. Lực này chính là lực Coriolis.
Hiệu ứng Coriolis phải được để ý tới trong các lĩnh vực như pháo binh, tên lửa đạn đạo (không phải "tên lửa hành trình", vì loại này tự lái tìm mục tiêu), hoa tiêu hàng không, hàng không vũ trụ.
Người đầu tiên đã kiểm chứng bằng thực nghiệm hiệu ứng Coriolis là Léon Foucault, bằng "con lắc Foucault" nổi tiếng của mình.